# Scooby-Doo y la espada del samurái
Scooby-Doo y la Espada del Samurái (Scooby-Doo and the Samurai Sword, por el título original en inglés) es la decimotercera de las películas directas a vídeo, de la franquicia del personaje Scooby-Doo. Fue producida por la Warner Bros. Animation el 7 de abril del año 2009 (distribuida a través de Warner Premiere), aunque aún atribuye el trabajo a Hanna Barbera Productions. Se diferencia de los otros títulos de la saga ya que es la primera en tener como escenario a Japón; es la última película donde Casey Kasem interpreta a Shaggy; la última de la serie en ser animada al estilo de ¿Qué hay de nuevo Scooby-Doo?; y la última en mostrar el logotipo HB como productora. Sólo en Estados Unidos, el DVD vendió más de 163,890 unidades; recaudando 476,002 dólares.

## Sinopsis
El conserje y el director del Museo de Cultura de Tokio, son únicos testigos de la resurrección del Samurái Negro; el cual había prometido venganza. La pandilla tendrá que luchar contra el vengativo Samurái Negro y sus guerreros fantasmas para conseguir la antigua Espada del Destino, una espada legendaria que posee increíbles poderes. En su aventura, Scooby y Shaggy aprenden bushido junto al Maestro de la Espada, que les enseñará todas las técnicas de los samuráis. Además, tendrán que demostrar sus nuevas habilidades contra un imparable ejército de robots Ninjas.

## Producción y Continuidad
- Esta es la primera película que resuelve el misterio rápido, pero por no ser toda la trama principal; ya que en este film, Scooby-Doo se bate en duelo.
- Críticos de la saga declararon que los movimientos de Daphne Blake tienen mucho parecido con los de Naruto.
- Esta es la última vez que Casey Kasem interpreta a Shaggy, debido a su retiro en 2009 de la radio y la actuación de voz. En lanzamientos europeos, este personaje es interpretado por Scott Innes, quien ya lo había interpretado en Scooby-Doo y la Persecución Cibernética, Scooby-Doo and the Alien Invaders y Scooby-Doo y el fantasma de la bruja.